# Курочкино (Нижегородская область)
Курочкино — деревня в городском округе город Шахунья Нижегородской области. Население 4 (2010) человека

## Общая физико-географическая характеристика
Географическое положение
По автомобильным дорогам расстояние до областного центра города Нижнего Новгорода составляет 290 км, до административного центра города Шахунья — 25 км.
Часовой пояс
Курочкино, как и вся Нижегородская область, находится в часовой зоне МСК (московское время). Смещение применяемого времени относительно UTC составляет +3:00.

## История
До 1 ноября 2011 года входила в состав ныне упразднённого Хмелевицкого сельсовета.

## Население
| 1999 | 2002 | 2010 |
| ---- | ---- | ---- |
| 6    | ↗8   | ↘4   |

Национальный состав
Согласно результатам переписи 2002 года, в национальной структуре населения русские составляли 62%, белорусы — 38 % из 8 человек.